# Pierre Derbigny
Pierre Auguste Charles Bourgouignon d'Herbigny, känd som Pierre Derbigny, född 30 juni 1769 i Laon, död 6 oktober 1829 i Gretna i Louisiana, var en fransk-amerikansk politiker (nationalrepublikan). Han var Louisianas guvernör från 1828 fram till sin död.
Derbigny studerade juridik i Frankrike men avbröt studierna på grund av franska revolutionen. Han reste runt i några år och anlände 1797 till Spanska Louisiana från Havanna. Han representerade Orleansterritoriets intressen i Washington, D.C. efter Louisianaköpet. Han försvarade slavhandeln och protesterade mot införandet av det brittiska common law-systemet. Han skulle hellre ha sett fransk och spansk kolonial lagstiftning som gällande lag i det som blev delstaten Louisiana. År 1813 tillträdde han som domare i Louisianas högsta domstol. Därefter tjänstgjorde han som delstatens statssekreterare (Louisiana Secretary of State) 1821–1828.
Derbigny efterträdde 1828 Henry Johnson som guvernör. År 1829 avled han i ämbetet och efterträddes av Armand Beauvais. Katoliken och frimuraren Derbigny gravsattes på St. Louis Cemetery No. 1 i New Orleans.